# Pilarín Minguell Pont
Pilarín Minguell Pont (Tàrrega, 4 de desembre de 1926 – íd., 30 de juny de 2020), locutora de ràdio i actriu, va treballar en la radiodifusió, des de Ràdio Tàrrega i després des de Ràdio París, i en la interpretació teatral, iniciada a l'Ateneu targarí.

## Primers anys i formació
Filla de Josep Minguell i Almenara i Rosenda Pont i Còs, va tenir una germana, Maria. Estudià al Col·legi Sant Josep i a l'Institut Politècnic i acabà els estudis durant la Guerra Civil. Ja en el franquisme, formant part del Frente de Juventudes, participà en la pràctica esportiva del bàsquet i el tennis de taula i va formar part del C. F. Tàrrega, el primer equip de bàsquet femení de la ciutat, que la temporada 1943-1944 van jugar el Campionat femení de Catalunya. S'incorporà després a la secció Artística i Literaria de l'Ateneu targarí, on l'any 1947 es formaria el quadre escènic de l'entitat. Pilarín Minguell s'hi integrà el gener de 1948, amb la representació de Comèdia d'amor, de Pompeu Crehuet. El 1950, aquesta llavor teatral a la ciutat de Tàrrega portà a la formació de l'Agrupació Artística Thespis, que s'estrenava amb l'obra Estratègia d'amor, del targarí Josep Pané i Gené, i Minguell hi participà com a actriu.

## Carrera professional
Començà a treballar el 1951 a les oficines de la Delegación Nacional de Sindicatos. Al 1954 Minguell, juntament amb Ramon Puiggené van posar veu a la nova emissora de Ràdio Tàrrega, que començava a emetre el 20 d'octubre de 1954: «Aquí, Ràdio Tàrrega».
L'any 1956, Minguell es casava amb l'escriptor i periodista cerverí Josep Maria Madern, i va anar a viure a Lleida, on participà activament com a actriu en l'Orfeó Lleidatà i el Teatre de Càmera. A la secció teatral de l'Orfeó interpretà obres com El viajero de Forceloup, de George Sion, o El zoo de cristal, de Tennessee Williams, en el castellà prescriptiu durant el franquisme, obres que tingueren una gran repercussió.
Al 1957 van anar a viure a París, on, mentre miraven de guanyar-se la vida, ella assistia a l'Escola de Teatre del Teatre Nacional de França. La Ràdiodifusió Francesa (RTF) i la direcció del Teatre Nacional de França després, s'interessen per alguna de les obres que escrivia Madern i, des d'aleshores, es vincularen a la ràdio francesa.
Treballant en les emissions de Ràdio París, Pilarin Minguell posava la veu als noticiaris i retransmissions, col·laborava en programes culturals i literaris, i actuava en alguna obra de ràdioteatre; al llarg de disset anys la seva veu arriba a tota l'Amèrica llatina i bona part d'Europa. Al 1975 tornà a Barcelona i finalment s'instal·là altre cop a Tàrrega.

## Reconeixement i memòria
L'any 1975, en jubilar-se de Ràdio París, se li va retre un homenatge i se li atorgà el títol honorífic de periodista.
El segon volum de la col·lecció de llibres infantils publicat per l'Ajuntament de Tàrrega On són les dones targarines? hi està dedicat.
En l'exposició «Defensa en zona. 75 anys del bàsquet femení targarí a la postguerra (1943-1944)» es va retre homenatge a algunes d'aquelles jugadores, com Pilarín Minguell. 
Des de juny de 2022, un carrer de la ciutat de Tàrrega, al barri de Fàtima, porta el seu nom.   